# Łozuwatka (obwód czerkaski)
Łozuwatka (ukr. Лозуватка) – wieś na Ukrainie, w obwodzie czerkaskim, w rejonie zwinogródzkim. W 2024 liczyła około 900 mieszkańców.